# Sarriés
Sarriés (cooficialmente en euskera: Sartze) es una villa y un municipio español de la Comunidad Foral de Navarra, situado en la Merindad de Sangüesa, en la comarca de Roncal-Salazar, en el valle de Salazar y a 78 km de la capital de la comunidad, Pamplona. Su población en 2024 fue de 59 habitantes (INE). 
El municipio está compuesto por 2 concejos: Ibilcieta y Sarriés. 
Su gentilicio es sarztarra, tanto en masculino como en femenino.

## Toponimia
El nombre antiguo de Sarriés era Sarres, tal y como figura en un documento del año 1085, el más antiguo que conserva el nombre del pueblo. Sarriés aparece por primera vez documento a finales del siglo XII (1197).
Del original Sarres se pueden derivar sus actuales nombres vasco y castellano, aplicando una evolución fonética congruente a lo que se sabe de la historia de ambos idiomas.
En romance o lengua navarro aragonesa : Sarres→Sarr(i)es→Sarriés.
En euskera: Sarres→Sarres(e)→Sarr(e)se→Sarrse→Sartze.
Históricamente solo la forma romance ha sido oficial, situación que ha perdurado casi hasta la actualidad. El nombre vasco de la localidad Sartze era la forma popular utilizada al hablar el dialecto salacenco de la lengua vasca. Es una forma que numerosos filólogos y estudiosos del idioma recogieron y que se ha conservado ya que el dialecto salacenco del euskera, hoy prácticamente extinguido, se mantuvo en Sarriés vivo hasta bien entrado el siglo XX. En el año 2000 en el Boletín Oficial de Navarra se publicó la cooficialidad de los nombres vascos de varios municipios de la Zona Mixta de Navarra, entre ellos Sarriés. Desde entonces existen dos nombres cooficiales del municipio: Sarriés en navarro-aragonés y Sartze en euskera (Sarriés <> Sartze).
Sobre el significado etimológico del nombre del municipio este es enigmático. Algunos lo incluyen en la serie de topónimos navarro-aragoneses con terminación -iés, que el filólogo alemán Gerhard Rohlfs afirmaron que iban unidos a un nombre de persona e indicaba propiedad, de origen antroponímico en Sar. También podría explicarse desde la voz navarro aragonesa “sarrio”, tierra donde abundan los sarrios (rebecos pirenaicos).
Lo más habitual suele ser relacionar este topónimo con la palabra vasca sarri, que junto a su acepción más habitual de a menudo, frecuente; tiene también la de espeso, aplicable a conceptos como la vegetación. En Navarra están los pueblos de Sarriguren e Irisarri, que incluyen esa palabra en su topónimo y en Bilbao está el barrio de Sarriko. Además, en Zuberoa aparece el topónimo Sarrikota en diferentes formas: Sarrikota, Sarrikotagaine y Sarrikotapea ("Sarrikota", "Sarrikota de Arriba" y "Sarrikota de Abajo", respectivamente). El nombre vasco de la localidad Sartze es fácilmente derivable de la palabra sarritze (espesuras). Sin embargo, el topónimo castellano Sarriés no es fácilmente explicable a partir de la palabra sarri, ni tampoco se explica claramente el nombre antiguo del municipio.

## Símbolos
El escudo de armas de la villa de Sarriés, es común a todo el valle de Salazar y  tiene el siguiente blasón:

Trae de gules y un lobo de sable con las uñas doradas, que tiene atravesado en la boca un cordero de plata con los cuernos dorados.

Este escudo es el blasón privativo del valle de Salazar y al propio tiempo de cada uno de sus pueblos. Simboliza la naturaleza ganadera del valle y la necesidad de defender los animales de los ataques de los lobos.

## Geografía
La localidad de Sarriés está situada en la parte Nordeste de la Comunidad Foral de Navarra, dentro de la región geográfica de la Montaña de Navarra (Valles Pirenáicos), la comarca geográfica de Valles Pirenaicos Orientales, el Sur del Valle de Salazar; y a una altitud de 691 m s. n. m. Su término municipal tiene una superficie de 23,24 km², un perímetro de 35,49 km y limita al norte con el municipio de Esparza de Salazar, al este con los de Vidángoz y Güesa, al sur con este y el de Gallués y al oeste con el de Urraúl Alto y el monte Remendía (facería n.º 18).

## Demografía
Sarriés cuenta con una población de 59 habitantes (INE 2024).
| Gráfica de evolución demográfica de Sarriés entre 1842 y 2021 |
| |
| Población de derecho según los censos de población del INE Población de hecho según los censos de población del INEEn estos censos se denominaba Sarriés: 1842, 1857, 1860, 1877, 1887, 1897, 1900, 1910, 1920, 1930, 1940, 1950, 1960, 1970, 1981 y 1991 |

El municipio se divide en las siguientes entidades de población, según el nomenclátor de población publicado por el INE (Instituto Nacional de Estadística). Los datos de población se refieren a 2014
| Entidad de población | Población (2014) |
| -------------------- | ---------------- |
| Ibilcieta            | 29               |
| Sarriés              | 33               |